# سیل مهاراشترا ۲۰۲۱

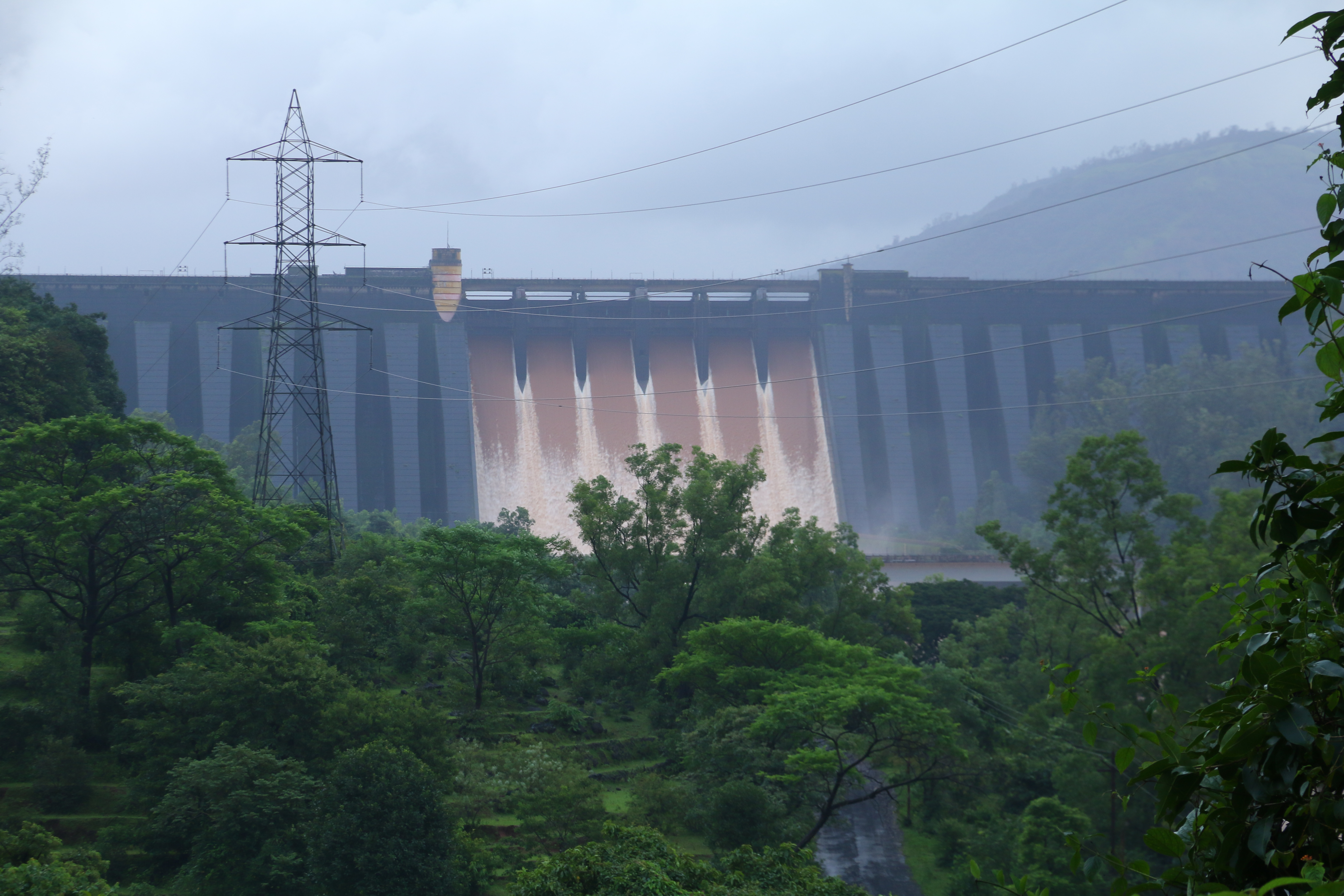
خروج آب از سد

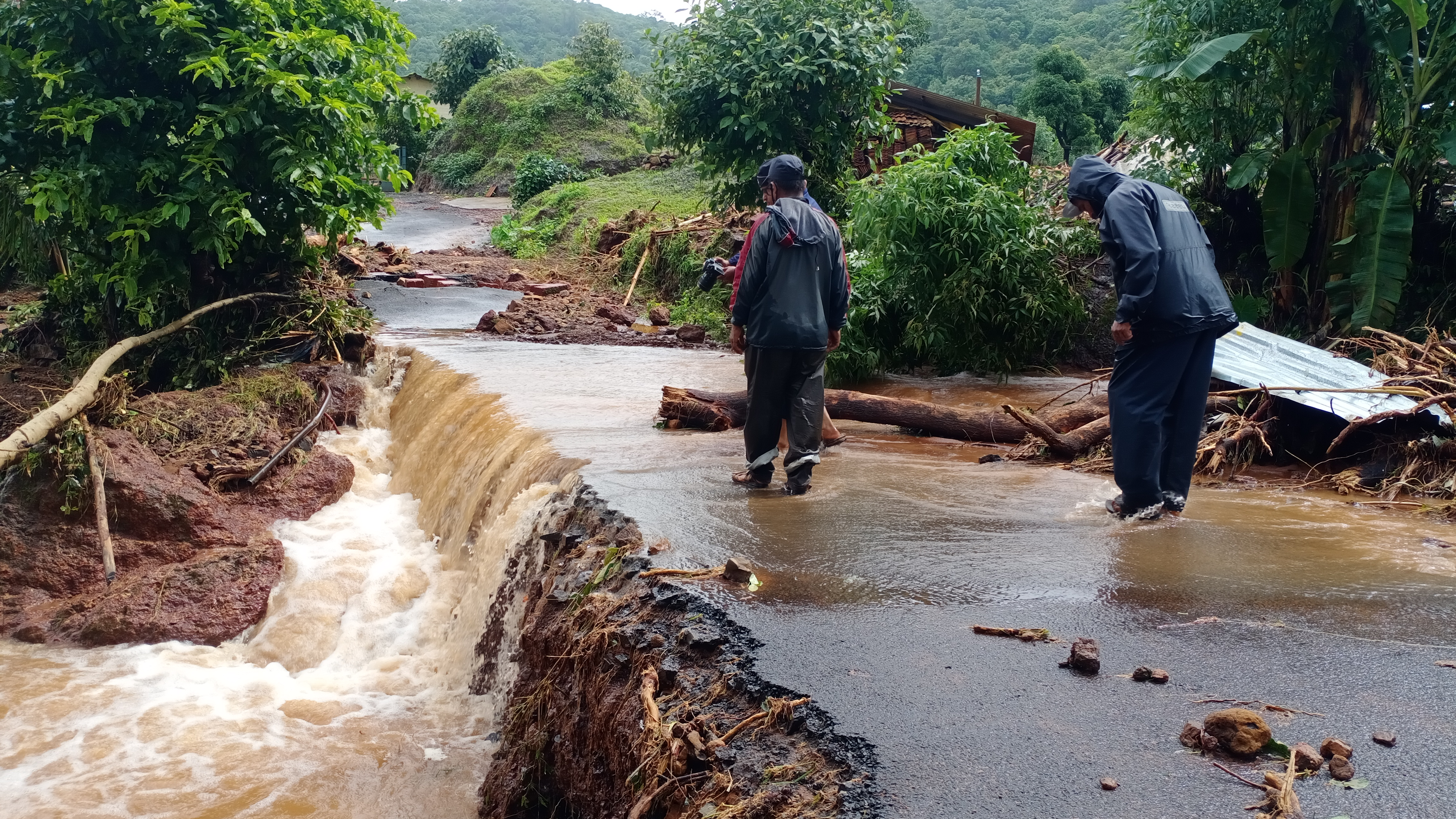
تخریب جاده در اثر سیل در نزدیکی ستارا

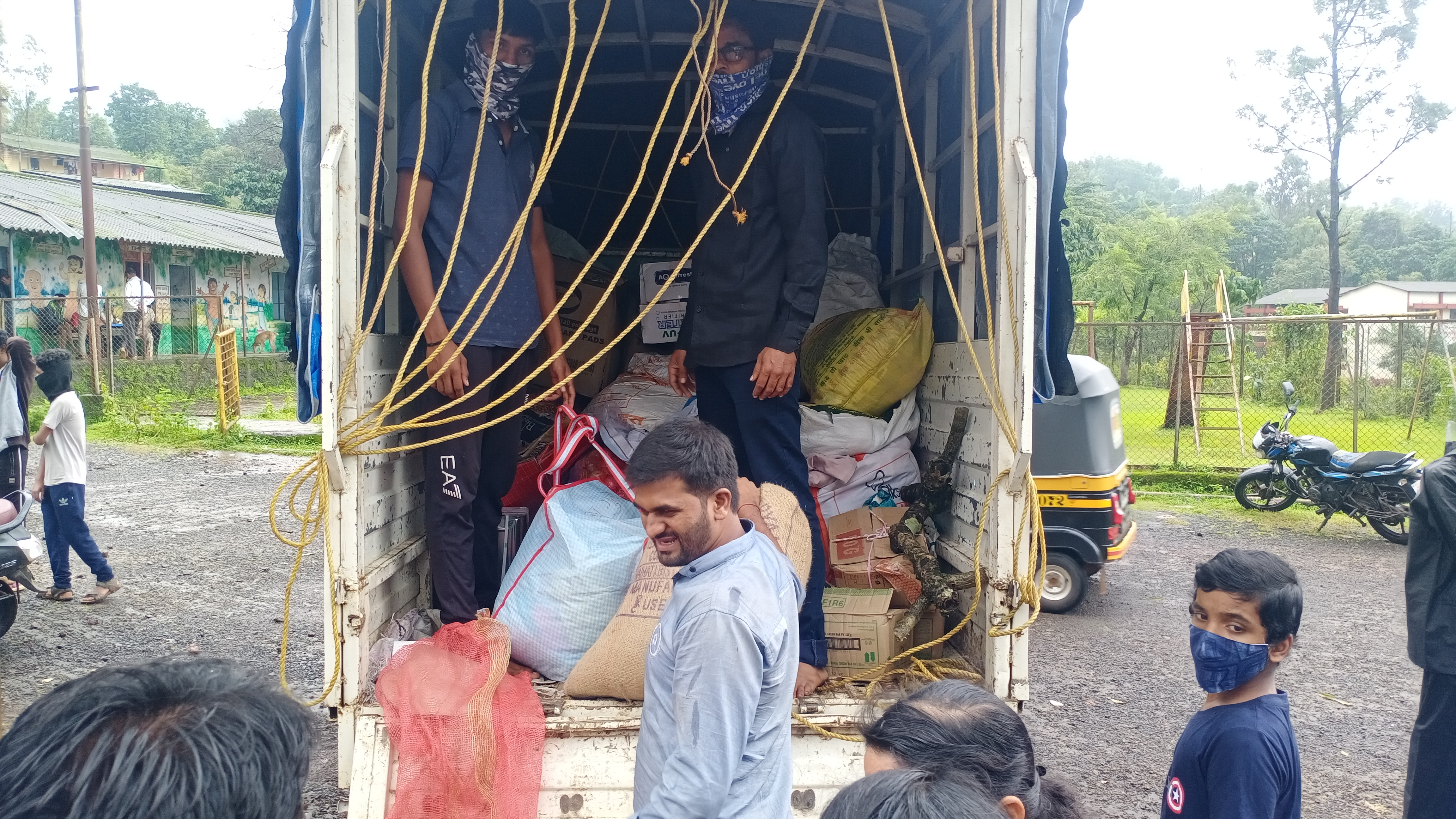
غذا و سایر اقلام ضروری توسط سازمان داوطلبانه بین افراد آسیب دیده توزیع می‌شود.

سیل‌های مهاراشترا ۲۰۲۱ (انگلیسی: 2021 Maharashtra floods) مجموعه‌ای از سیلاب‌هاست که در اثر بارندگی شدید ایالت مهاراشترا را از ۲۸ ژوئیه درنوردیده است و تا پایان ژوئیه ۲۰۲۱ تعداد ۲۵۱ کشته و ۱۰۰ مفقود برجا نهاده‌است. بیش از ۳۷۵٬۰۰۰ نفر تخلیه و سیزده منطقه در غرب این ایالت از سیل متأثر شده‌اند و بخش‌های کولهاپور، سنگلی، ستارا، سیندودورگ، رایگاد و رتناگیری بیشترین آسیب را از این سیل دیده‌اند.